# Nationaldemokratiske parti (Egypten)
Det Nationaldemokratiske Parti NDP (arabisk: الحزب الوطنى الديمقراطى), er et politisk parti i Egypten. Det har været medlem af den internationale organisation af socialdemokratiske og enkelte socialistiske partier Socialistisk Internationale. På grund af af de vedvarende uroligheder i Egypten blev partiet den 31.januar 2011 frataget deres medlemskab. 
Partiet blev der 2010 havde ca 2,5 mio. medlemmer, blev grundlagt 1978 af den daværende egyptiske præsident Anwar Sadat, som var dets formand indtil sin død i 1981. 
Partiets officielle ideologi er Socialismen, ganske vist i en islamsk socialistisk version. Partiet går ind for fred med Israel, for islamsk ret og for den politik Gamal Abdel Nasser og Anwar Sadat førte. 
Siden mordet på Anwar Sadat i 1981 har præsident Hosni Mubarak været partiets formand. Partiet blev grundsøjlen i et autoritært regime, som ved udbredt valgsvindel og forfølgelse af politiske modstandere var i stand til at beholde magten frem til, Hosni Mubarak blev afsat i 2011.
Her opstod der i forbindelse med det såkaldte "Arabiske forår" store demonstrationer mod NDP og Hosni Mubarak, og partiets hovedkvarter blev sat i brand af modstandere af Mubaraks regime. Bygningen udbrændte totalt. 
- Gamal Abdel Nasser
- Anwar Sadat og Jimmy Carter i 1980
- Hosni Mubarak
- Sikkerhedsfolk og demonstranter i Kairo 2008

## Ekstern henvisning
- de:Nationaldemokratische Partei (Ägypten)

26°32′57″N 29°58′15″Ø / 26.5492°N 29.9708°Ø